# Анатахан (вулкан)
Анатахан — вулкан, расположенный на одноимённом вулканическом острове, который относится к группе Марианских островов, США.
Анатахан — стратовулкан, высотой 790 метров. Подводная часть вулкана уходит на глубину 3700 метров. Находится в 120 км к северу от административного центра Марианских остров — Сайпана. Вулкан вместе с подводной его частью составляет в диаметре 35 километров. Остров, который венчает надводную часть вулкана занимает 1 % от площади самого вулкана. Вулкан образуют 2 слившихся конуса.
До 1990 года вулкан вёл себя спокойно. В марте и апреле того же года началась фумарольная активность в кратере вулкана. Вода в кратере начала менять цвет с зелёного на голубовато-серый. Население острова было эвакуировано. 5 апреля в 150 километрах к востоку от местоположения вулкана произошло землетрясение магнитудой 7,5. В 1992—1994 годах сейсмическая активность вблизи вулкана повторилась. За этот период произошло 9 землетрясений магнитудой 4,5. Сейсмическая активность пошла на спад и вулкан вёл себя спокойно в течение 7 лет. В июне 2001 года в течение двух месяцев наблюдалась термальная активность вулкана.
10 мая 2003 года началось первое крупное извержение вулкана за весь период его наблюдений. Извержение вулкана сопровождало землетрясение. За 40 секунд столп пепла поднялся на высоту 2600 метров, и продолжил свой выброс до высоты 4600 метров, которые выходили с восточной стороны вулкана. Потоки лавы заполнили 300-метровую кальдеру вулкана, которая находится у его подножия и 4 июня образовали лавовый купол. Морским и воздушным судам не рекомендовалось находится в зоне 48 км от извержения вулкана до 28 мая 2003 года. В период с 4-15 июня образовался вулканический купол, который был разрушен взрывным извержением 15 июня. Вулканическая деятельность продолжалась в 2004—2005 годах. 6 апреля вулкан снова перешёл в активную фазу. Шлейф извержения направился на запад в сторону Филиппинского моря и достигал расстояния 2222 километров. Последний раз вулкан дал о себе знать в период с января по июль 2008 года. В этот период столпы вулканического дымы поднялись на высоту 1,5 километра.